# 恩斯特·佛罗莱恩·温特

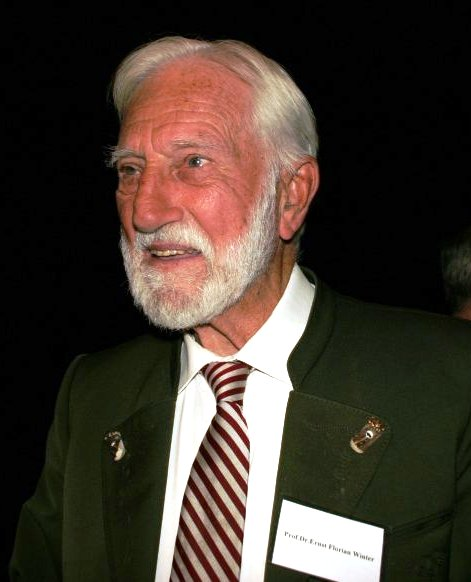
2007年的恩斯特·佛罗莱恩·温特

恩斯特·佛罗莱恩·温特（英語：Ernst Florian Winter，1923年12月16日—2014年4月16日），是一名奥地利-美国历史学家和政治学家。他是第二次世界大战后首位维也纳外交学院首任院长，并担任奥地利国外服务主席。
2014年4月16日，他去世，享年90岁。